# サスカチュワン州の地方行政区
サスカチュワン州の地方行政区（サスカチュワンしゅうのちほうぎょうせいく）の一覧。
カナダのサスカチュワン州は、市町村やリゾートビレッジ、未分類地域に分類されるハムレット（村落）等の地方自治体がある。都市部以外の行政サービスは郡（rural municipality）の管轄となっている。
行政サービスでの区分とは別に、カナダ統計局がそれぞれの地方自治体を国勢調査区分（Census Division）に分けており、人口10万人以上の都市とその郊外を合わせて国勢調査都市圏（census metropolitan area、CMA）と定義している。
郡、町、村、リゾートビレッジ、ハムレットの行政サービスは地方自治体法（Municipalities Act）、市の行政は市制法（Cities Act）、北部サスカチュワン行政地区の町、北部村、北部ハムレット、北部居住地は北部地方自治体法（Northern Municipalities Act）によって定められる。

## 地方自治体

### 市
サスカチュワン州では人口5,000人を超える町が市制へ移行出来る。但し市は人口5,000人以下に減少しても、自動的に町制に移行するわけではない。市議会が町制移行賛成を決議するか、州の担当大臣が民意を汲み取り判断した場合のみ町制移行となる。
2021年現在、サスカチュワン州には16の市がある（ロイドミンスターを含むが、フリン・フロンは含まない）。
- サスカトゥーン
- レジャイナ
- プリンス・アルバート
- ムースジョー
- ヨークトン
- スウィフト・カレント
- ノース・バトルフォード
- エステバン
- ウォーマン
- ウェイバーン
- ロイドミンスター
- メルフォート
- ハンボルト
- マーテンズヴィル
- メドウレイク
- メルヴィル

### 町
サスカチュワン州では人口500人を超える村またはリゾートビレッジが町制へ移行出来る。但し町は人口500人以下に減少しても、自動的に町制の権限を失うわけではない。市議会が移行賛成を決議した場合のみ村またはリゾートビレッジへ移行となる。
2010年現在、サスカチュワン州には145の町がある。

#### 北方町
北方町（northern town）は北部サスカチュワン行政地区に存在する町を特に指す。現在2つの北方町がある。

### 村
ハムレットは3年以上組織化され100人以上の人口があり、かつ50戸以上の住居もしくは企業所有地があれば、村またはリゾートビレッジへの移行を申請できる。
2008年現在、サスカチュワン州には270の村と40のリゾートビレッジが存在する。

#### 北方村
北方村（northern village）は北部サスカチュワン行政地区に存在する村を特に指す。2008年現在、11の北方村がある。

### ハムレット
ハムレット（hamlet、村落）は、それぞれ独立した敷地に居住中の住居が5戸以上ありかつ住居用の敷地が10ヶ所以上あり、大多数の敷地の平均が1エーカー以下のコミュニティーを指す。
2008年現在、サスカチュワン州には171の組織化されたハムレットが存在する。

#### 北方ハムレット
北方ハムレット（northern hamlet）は北部サスカチュワン行政地区に存在するハムレットを特に指す。他のハムレットや北方居住区と違い、北方ハムレットは地方自治体の一つと数えられる。2008年現在、11の北方ハムレットがある。

#### 北方居住区
北方居住区（northern settlement）は北部サスカチュワン行政地区に存在する組織化されていないコミュニティーを指す。
2010年現在、サスカチュワン州には11の北方居住区が存在する。

### 郡
郡（rural municipalities、RM）は農地や組織化されていないハムレットを含む地方自治体。
2008年現在、サスカチュワン州には296の郡が存在する。

### ファースト・ネーション居住区

#### インディアン居留地
インディアン居留地は英領北アメリカ法の下、立法上の権限は国会のみにゆだねられている。地方自治権はその地区の先住民政府に与えられている。

#### メティ居住区
サスカチュワン州ではメティ居住区が設定されている。

## ゴーストタウン
ゴーストタウンは、かつて結構な人口があり、その後人口が漸減し経済活動がほとんどなくなり閉鎖かまたはそれに近い状態となった町のこと。主にハイウェイのルート変更や鉄道の廃止、天然資源の枯渇などの原因による。
サスカチュワン州には110以上のゴーストタウンが存在する。

## 国勢調査区分
カナダ統計局の国勢調査区分に基づき、サスカチュワン州は18の国勢調査区分（Census Division）に分けられている。
| 番号 | 主要市町村             |
| ---- | ---------------------- |
| 1    | エステバン             |
| 2    | ウェイバーン           |
| 3    | アシニボイア           |
| 4    | メープル・クリーク     |
| 5    | メルヴィル             |
| 6    | レジャイナ             |
| 7    | ムースジョー           |
| 8    | スウィフト・カレント   |
| 9    | ヨークトン             |
| 10   | ウィンヤード           |
| 11   | サスカトゥーン         |
| 12   | バトルフォード         |
| 13   | キンダーズリー         |
| 14   | メルフォート           |
| 15   | プリンス・アルバート   |
| 16   | ノース・バトルフォード |
| 17   | ロイドミンスター       |
| 18   | ラ・ロンジュ           |

## その他
サスカチュワン州では州地方自治体協会（Saskatchewan Association of Rural Municipalities　略称：SARM）が存在している。
これは多数ある地方自治体の行政府を代表する独立機関として設立されたもので、同州の公認法人でもある。